# Liste des monuments historiques des Hautes-Alpes
Cet article recense les monuments historiques des Hautes-Alpes, en France.
- Pour les monuments historiques de la commune de Briançon, voir la Liste des monuments historiques de Briançon
- Pour les monuments historiques de la commune d'Embrun, voir la Liste des monuments historiques d'Embrun

## Statistiques
Au 21 juillet 2025, les Hautes-Alpes comptent 173 édifices comportant au moins une protection au titre des monuments historiques, dont 75 sont classés et 109 sont inscrits. Le total des monuments classés et inscrits est supérieur au nombre total de monuments protégés car plusieurs d'entre eux sont à la fois classés et inscrits.
Le graphique suivant résume le nombre de protections par décennie (ou par année avant 1880) :

## Liste
| Monument | Commune                      | Adresse                                       | Coordonnées                                   | Notice                                        | Protection                                    | Date                                          | Illustration |
| --- | ---------------------------- | --------------------------------------------- | --------------------------------------------- | --------------------------------------------- | --------------------------------------------- | --------------------------------------------- | --- |
| Ensemble paroissial d'Abriès                                                                                              | Abriès                       |                                               | 44° 47′ 41″ nord, 6° 55′ 41″ est              | « PA05000019 »                                | Inscrit                                       | 2014                                          | Ensemble paroissial d'Abriès                                                                                              |
| Cellier de la maison Planche                                                                                              | L'Argentière-la-Bessée       |                                               | 44° 47′ 55″ nord, 6° 33′ 53″ est              | « PA05000012 »                                | Inscrit                                       | 1993                                          | Cellier de la maison Planche                                                                                              |
| Chapelle Saint-Jean de L'Argentière-la-Bessée                                                                             | L'Argentière-la-Bessée       |                                               | 44° 47′ 10″ nord, 6° 33′ 17″ est              | « PA00080517 »                                | Classé                                        | 1886                                          | Chapelle Saint-Jean de L'Argentière-la-Bessée                                                                             |
| Château Saint-Jean | L'Argentière-la-Bessée       |                                               | 44° 47′ 07″ nord, 6° 33′ 13″ est              | « PA00080646 »                                | Inscrit                                       | 1992                                          | Château Saint-Jean |
| Église Saint-Apollinaire de L'Argentière-la-Bessée                                                                        | L'Argentière-la-Bessée       |                                               | 44° 47′ 10″ nord, 6° 33′ 00″ est              | « PA00080519 »                                | Classé                                        | 1913 1933                                     | Église Saint-Apollinaire de L'Argentière-la-Bessée                                                                        |
| Maison Giraud | L'Argentière-la-Bessée       | Le Serre-Bas                                  | 44° 47′ 12″ nord, 6° 33′ 15″ est              | « PA00132713 »                                | Inscrit                                       | 1994                                          | Maison Giraud |
| Pertuis Rostan | L'Argentière-la-Bessée       |                                               | à géolocaliser                                | « PA00080518 »                                | Classé                                        | 1988                                          | Pertuis Rostan |
| Village minier du Fournel                                                                                                 | L'Argentière-la-Bessée       |                                               | 44° 47′ 10″ nord, 6° 32′ 02″ est              | « PA00132926 »                                | Inscrit                                       | 1994                                          | Image manquante Téléverser                                                                                                |
| Chapelle Sainte-Marie-Madeleine-des-Escoyères                                                                             | Arvieux                      | Les Escoyères                                 | 44° 42′ 58″ nord, 6° 44′ 20″ est              | « PA00080520 »                                | Inscrit                                       | 1932                                          | Image manquante Téléverser                                                                                                |
| Église Saint-Laurent d'Arvieux                                                                                            | Arvieux                      |                                               | 44° 45′ 57″ nord, 6° 44′ 23″ est              | « PA00080521 »                                | Classé                                        | 1914                                          | Église Saint-Laurent d'Arvieux                                                                                            |
| Église de l'Assomption de La Bâtie-Montsaléon                                                                             | La Bâtie-Montsaléon          |                                               | 44° 27′ 23″ nord, 5° 45′ 06″ est              | « PA00080522 »                                | Inscrit                                       | 1940                                          | Église de l'Assomption de La Bâtie-Montsaléon                                                                             |
| Cadran solaire du col de Cabre                                                                                            | La Beaume                    | R.D. 993                                      | 44° 33′ 17″ nord, 5° 37′ 13″ est              | « PA00080523 »                                | Inscrit                                       | 1986                                          | Cadran solaire du col de Cabre                                                                                            |
| Chapelle Saint-Grégoire de Bénévent-et-Charbillac ou chapelle des Pétètes                                                 | Bénévent-et-Charbillac       | L'Auberie                                     | 44° 42′ 35″ nord, 6° 05′ 23″ est              | « PA00080524 »                                | Classé                                        | 1994                                          | Chapelle Saint-Grégoire de Bénévent-et-Charbillacou chapelle des Pétètes                                                  |
| Église Sainte-Cécile de Ceillac                                                                                           | Ceillac                      | La Clapière                                   | 44° 40′ 13″ nord, 6° 46′ 11″ est              | « PA00080542 »                                | Classé                                        | 1972                                          | Église Sainte-Cécile de Ceillac                                                                                           |
| Église Saint-Sébastien de Ceillac                                                                                         | Ceillac                      |                                               | 44° 40′ 07″ nord, 6° 46′ 40″ est              | « PA00080543 »                                | Classé                                        | 1979                                          | Église Saint-Sébastien de Ceillac                                                                                         |
| Maison Chabrand | Ceillac                      |                                               | 44° 40′ 00″ nord, 6° 46′ 33″ est              | « PA00080544 »                                | Classé                                        | 1991                                          | Maison Chabrand |
| Église Saint-Michel de Cervières                                                                                          | Cervières                    |                                               | 44° 52′ 16″ nord, 6° 43′ 10″ est              | « PA00080545 »                                | Inscrit                                       | 1926                                          | Église Saint-Michel de Cervières                                                                                          |
| Maison Cadran solaire de Zarbula                                                                                          | Cervières                    |                                               | 44° 52′ 11″ nord, 6° 43′ 20″ est              | « PA05000001 »                                | Inscrit                                       | 1996                                          | Image manquante Téléverser                                                                                                |
| Maison Faure-Vincent | Cervières                    | Rue de la Mairie                              | 44° 52′ 11″ nord, 6° 43′ 17″ est              | « PA05000018 »                                | Inscrit                                       | 2011                                          | Image manquante Téléverser                                                                                                |
| Téléphérique de Terre Rouge                                                                                               | Cervières                    |                                               | 44° 52′ 39″ nord, 6° 41′ 08″ est              | « PA05000011 »                                | Inscrit                                       | 2003                                          | Image manquante Téléverser                                                                                                |
| Pont médiéval de Châteauneuf-de-Chabre                                                                                    | Châteauneuf-de-Chabre        | R.D. 942                                      | 44° 16′ 39″ nord, 5° 47′ 35″ est              | « PA00080546 »                                | Classé                                        | 1981                                          | Pont médiéval de Châteauneuf-de-Chabre                                                                                    |
| Église Saint-Marcellin de Châteauroux-les-Alpes                                                                           | Châteauroux-les-Alpes        | Saint Marcellin                               | 44° 37′ 09″ nord, 6° 31′ 21″ est              | « PA00080547 »                                | Inscrit Classé                                | 1981                                          | Église Saint-Marcellin de Châteauroux-les-Alpes                                                                           |
| Chapelle de pénitents de Prats-Haut                                                                                       | Château-Ville-Vieille        |                                               | 44° 45′ 09″ nord, 6° 50′ 27″ est              | « PA05000021 »                                | Inscrit                                       | 2015                                          | Image manquante Téléverser                                                                                                |
| Église Saint-André de Château-Ville-Vieille                                                                               | Château-Ville-Vieille        |                                               | 44° 45′ 36″ nord, 6° 49′ 19″ est              | « PA00080548 »                                | Inscrit                                       | 1948                                          | Église Saint-André de Château-Ville-Vieille                                                                               |
| Fort Queyras | Château-Ville-Vieille        |                                               | 44° 45′ 20″ nord, 6° 47′ 23″ est              | « PA00080549 »                                | Inscrit                                       | 1948                                          | Fort Queyras |
| Maison Cadran solaire | Château-Ville-Vieille        | Château-Queyras                               | 44° 45′ 25″ nord, 6° 47′ 25″ est              | « PA00135601 »                                | Inscrit                                       | 1995                                          | Image manquante Téléverser                                                                                                |
| Maison Cadran solaire de Zarbula                                                                                          | Château-Ville-Vieille        | Souliers, Clôt du Riou                        | 44° 45′ 57″ nord, 6° 46′ 44″ est              | « PA00135602 »                                | Inscrit                                       | 1995                                          | Image manquante Téléverser                                                                                                |
| Maison Thier Cadrans solaires                                                                                             | Château-Ville-Vieille        | Les Meyriès                                   | 44° 45′ 57″ nord, 6° 48′ 17″ est              | « PA00135603 »                                | Inscrit                                       | 1995                                          | Image manquante Téléverser                                                                                                |
| Monument de l'Ange gardien                                                                                                | Château-Ville-Vieille        | L'Eau d'Arvieux                               | 44° 44′ 39″ nord, 6° 46′ 03″ est              | « PA05000017 »                                | Inscrit                                       | 2010                                          | Image manquante Téléverser                                                                                                |
| Église Saint-Victor de Chorges                                                                                            | Chorges                      |                                               | 44° 32′ 40″ nord, 6° 16′ 34″ est              | « PA00080550 »                                | Classé                                        | 1862                                          | Église Saint-Victor de Chorges                                                                                            |
| Fontaine de Chorges | Chorges                      | Place Lesdiguières                            | 44° 32′ 42″ nord, 6° 16′ 36″ est              | « PA00080551 »                                | Inscrit                                       | 1930                                          | Fontaine de Chorges |
| Abbaye Notre-Dame de Boscodon                                                                                             | Crots                        |                                               | 44° 30′ 03″ nord, 6° 27′ 18″ est              | « PA00080552 »                                | Classé                                        | 1989 1999                                     | Abbaye Notre-Dame de Boscodon                                                                                             |
| Château de Picomtal | Crots                        |                                               | 44° 31′ 55″ nord, 6° 28′ 21″ est              | « PA00080553 »                                | Inscrit                                       | 1989                                          | Château de Picomtal |
| Église Saint-Laurent de Crots                                                                                             | Crots                        |                                               | 44° 32′ 01″ nord, 6° 28′ 11″ est              | « PA00080554 »                                | Inscrit                                       | 1978                                          | Église Saint-Laurent de Crots                                                                                             |
| | Embrun                       | Voir Liste des monuments historiques d'Embrun | Voir Liste des monuments historiques d'Embrun | Voir Liste des monuments historiques d'Embrun | Voir Liste des monuments historiques d'Embrun | Voir Liste des monuments historiques d'Embrun | Voir Liste des monuments historiques d'Embrun                                                                             |
| Église de Saint-Cyrice | Étoile-Saint-Cyrice          |                                               | 44° 19′ 35″ nord, 5° 39′ 19″ est              | « PA00080564 »                                | Inscrit                                       | 1987                                          | Église de Saint-Cyrice |
| Église Saint-Antoine d'Eygliers                                                                                           | Eygliers                     |                                               | 44° 40′ 35″ nord, 6° 38′ 04″ est              | « PA00080565 »                                | Inscrit                                       | 1984                                          | Église Saint-Antoine d'Eygliers                                                                                           |
| Église Sainte-Marie-Madeleine de Freissinières                                                                            | Freissinières                |                                               | 44° 45′ 14″ nord, 6° 32′ 16″ est              | « PA05000014 »                                | Inscrit                                       | 2008                                          | Image manquante Téléverser                                                                                                |
| Cathédrale Notre-Dame-et-Saint-Arnoux de Gap                                                                              | Gap                          |                                               | 44° 33′ 29″ nord, 6° 04′ 41″ est              | « PA00080566 »                                | Classé                                        | 1906                                          | Cathédrale Notre-Dame-et-Saint-Arnoux de Gap                                                                              |
| Chapelle du Saint-Cœur-de-Marie de Gap                                                                                    | Gap                          | Cours Ladoucette                              | 44° 33′ 41″ nord, 6° 05′ 00″ est              | « PA00080567 »                                | Classé                                        | 1990                                          | Image manquante Téléverser                                                                                                |
| Domaine de Charance | Gap                          |                                               | 44° 19′ 56″ nord, 6° 02′ 37″ est              | « PA00080568 »                                | Inscrit                                       | 1987                                          | Domaine de Charance |
| Hôtel de ville de Gap | Gap                          | Rue de Provence                               | 44° 33′ 31″ nord, 6° 04′ 46″ est              | « PA00080569 »                                | Inscrit                                       | 1948                                          | Hôtel de ville de Gap |
| Immeuble | Gap                          | 7 rue Cyprien-Chaix                           | 44° 33′ 22″ nord, 6° 04′ 37″ est              | « PA00080642 »                                | Inscrit                                       | 1989                                          | Image manquante Téléverser                                                                                                |
| Manoir de Kapados | Gap                          |                                               | 44° 33′ 09″ nord, 6° 04′ 49″ est              | « PA00080570 »                                | Inscrit Classé                                | 1988 1991                                     | Image manquante Téléverser                                                                                                |
| Château de Lesdiguières                                                                                                   | Le Glaizil                   | Lesdiguières                                  | 44° 46′ 01″ nord, 5° 58′ 34″ est              | « PA00080571 »                                | Inscrit                                       | 1978                                          | Château de Lesdiguières                                                                                                   |
| Église Saint-Matthieu de La Grave                                                                                         | La Grave                     | Les Terrasses                                 | 45° 02′ 58″ nord, 6° 17′ 43″ est              | « PA00080572 »                                | Inscrit                                       | 1988                                          | Église Saint-Matthieu de La Grave                                                                                         |
| Église Saint-Pierre-et-Saint-Paul de La Grave                                                                             | La Grave                     | Les Hières                                    | 45° 03′ 26″ nord, 6° 18′ 56″ est              | « PA00080645 »                                | Inscrit                                       | 1991                                          | Église Saint-Pierre-et-Saint-Paul de La Grave                                                                             |
| Ensemble religieux de La Grave, comprenant l'Église Notre-Dame-de-l'Assomption, la chapelle des pénitents et le cimetière | La Grave                     | place de l'Église                             | 45° 02′ 45″ nord, 6° 18′ 17″ est              | « PA00080573 »                                | Classé                                        | 1959                                          | Ensemble religieux de La Grave, comprenant l'Église Notre-Dame-de-l'Assomption, la chapelle des pénitents et le cimetière |
| Pont sur le Maurian de La Grave                                                                                           | La Grave                     | R.D. 1091                                     | 45° 02′ 55″ nord, 6° 18′ 52″ est              | « PA00080574 »                                | Inscrit                                       | 1989                                          | Pont sur le Maurian de La Grave                                                                                           |
| Chapelle Notre-Dame-des-Neiges-et-Saint-Ours de Guillestre                                                                | Guillestre                   | Chemin du Serre                               | 44° 39′ 27″ nord, 6° 39′ 10″ est              | « PA00080575 »                                | Inscrit                                       | 1986                                          | Image manquante Téléverser                                                                                                |
| Église Notre-Dame de l'Aquilon                                                                                            | Guillestre                   |                                               | 44° 39′ 34″ nord, 6° 38′ 59″ est              | « PA00080576 »                                | Classé                                        | 1911                                          | Église Notre-Dame de l'Aquilon                                                                                            |
| Tour d'Eygliers | Guillestre                   |                                               | 44° 39′ 38″ nord, 6° 38′ 57″ est              | « PA00080577 »                                | Inscrit                                       | 1978                                          | Tour d'Eygliers |
| Église de la Nativité-de-Notre-Dame de Lagrand                                                                            | Lagrand                      |                                               | 44° 20′ 30″ nord, 5° 45′ 24″ est              | « PA00080578 »                                | Classé                                        | 1931 1933                                     | Église de la Nativité-de-Notre-Dame de Lagrand                                                                            |
| Château de Laragne | Laragne-Montéglin            | 8, 10 rue du Château Impasse du Château       | 44° 18′ 53″ nord, 5° 49′ 22″ est              | « PA05000003 »                                | Inscrit                                       | 1996                                          | Château de Laragne |
| Église Saint-Romain de Molines-en-Queyras                                                                                 | Molines-en-Queyras           | La Cure                                       | 44° 43′ 54″ nord, 6° 50′ 19″ est              | « PA00080579 »                                | Classé                                        | 1977                                          | Église Saint-Romain de Molines-en-Queyras                                                                                 |
| Maison | Molines-en-Queyras           | La Rua                                        | 44° 44′ 02″ nord, 6° 50′ 07″ est              | « PA00135710 »                                | Classé                                        | 1995                                          | Maison |
| Maison Porte en bois datée de 1524                                                                                        | Molines-en-Queyras           |                                               | 44° 43′ 50″ nord, 6° 50′ 35″ est              | « PA00080580 »                                | Inscrit                                       | 1930                                          | Image manquante Téléverser                                                                                                |
| Chapelle Saint-André du Monêtier-les-Bains                                                                                | Le Monêtier-les-Bains        |                                               | 44° 58′ 29″ nord, 6° 30′ 32″ est              | « PA00080581 »                                | Classé                                        | 1990                                          | Image manquante Téléverser                                                                                                |
| Chapelle Saint-Martin du Monêtier-les-Bains                                                                               | Le Monêtier-les-Bains        |                                               | 44° 58′ 39″ nord, 6° 30′ 24″ est              | « PA00080582 »                                | Classé                                        | 1989                                          | Image manquante Téléverser                                                                                                |
| Chapelle Saint-Pierre du Monêtier-les-Bains                                                                               | Le Monêtier-les-Bains        |                                               | 44° 58′ 33″ nord, 6° 30′ 27″ est              | « PA00080583 »                                | Inscrit                                       | 1987                                          | Chapelle Saint-Pierre du Monêtier-les-Bains                                                                               |
| Église Notre-Dame-de-l'Assomption du Monêtier-les-Bains                                                                   | Le Monêtier-les-Bains        |                                               | 44° 58′ 35″ nord, 6° 30′ 27″ est              | « PA00080584 »                                | Classé                                        | 1913                                          | Église Notre-Dame-de-l'Assomption du Monêtier-les-Bains                                                                   |
| Église Saint-Claude du Casset                                                                                             | Le Monêtier-les-Bains        |                                               | 44° 59′ 13″ nord, 6° 28′ 56″ est              | « PA00080585 »                                | Inscrit                                       | 1945                                          | Église Saint-Claude du Casset                                                                                             |
| Église du Saint-Esprit des Guibertes                                                                                      | Le Monêtier-les-Bains        |                                               | 44° 57′ 56″ nord, 6° 31′ 54″ est              | « PA00080586 »                                | Inscrit                                       | 1988                                          | Église du Saint-Esprit des Guibertes                                                                                      |
| Église Saint-Louis de Mont-Dauphin                                                                                        | Mont-Dauphin                 |                                               | 44° 40′ 08″ nord, 6° 37′ 20″ est              | « PA00080587 »                                | Classé                                        | 1920 1935 1943                                | Église Saint-Louis de Mont-Dauphin                                                                                        |
| Fort du Mont-Dauphin | Mont-Dauphin                 |                                               | 44° 40′ 11″ nord, 6° 37′ 27″ est              | « PA00080589 »                                | Classé                                        | 1966                                          | Fort du Mont-Dauphin |
| Mesure banale de grains en pierre                                                                                         | Mont-Dauphin                 | Rue Catinat Rue Colonel Cabrié                | 44° 40′ 11″ nord, 6° 37′ 27″ est              | « PA00080588 »                                | Inscrit                                       | 1944                                          | Mesure banale de grains en pierre                                                                                         |
| Chapelle Sainte-Philomène de Montmaur                                                                                     | Montmaur                     | Près de la R.N. 94                            | 44° 33′ 36″ nord, 5° 52′ 25″ est              | « PA00080590 »                                | Inscrit                                       | 1948                                          | Chapelle Sainte-Philomène de Montmaur                                                                                     |
| Château de Montmaur | Montmaur                     |                                               | 44° 34′ 15″ nord, 5° 52′ 22″ est              | « PA00080591 »                                | Classé                                        | 1988                                          | Château de Montmaur |
| Château de Montmorin | Montmorin                    |                                               | 44° 27′ 03″ nord, 5° 32′ 32″ est              | « PA05000009 »                                | Inscrit                                       | 1998                                          | Image manquante Téléverser                                                                                                |
| Chapelle Notre-Dame-des-Grâces de Névache                                                                                 | Névache                      | Plampinet                                     | 45° 00′ 11″ nord, 6° 39′ 40″ est              | « PA00080592 »                                | Classé                                        | 1928                                          | Chapelle Notre-Dame-des-Grâces de Névache                                                                                 |
| Chapelle Sainte-Marie de Névache                                                                                          | Névache                      | Foncouverte                                   | 45° 02′ 00″ nord, 6° 32′ 54″ est              | « PA00080594 »                                | Classé                                        | 1946                                          | Chapelle Sainte-Marie de Névache                                                                                          |
| Chapelle Saint-Hippolyte de Névache                                                                                       | Névache                      | Roubion                                       | 45° 01′ 03″ nord, 6° 38′ 13″ est              | « PA00080593 »                                | Inscrit                                       | 1986                                          | Chapelle Saint-Hippolyte de Névache                                                                                       |
| Église Saint-Marcellin de Névache                                                                                         | Névache                      |                                               | 45° 01′ 08″ nord, 6° 36′ 17″ est              | « PA00080595 »                                | Classé                                        | 1914                                          | Église Saint-Marcellin de Névache                                                                                         |
| Église Saint-Sébastien de Plampinet                                                                                       | Névache                      | Plampinet                                     | 45° 00′ 11″ nord, 6° 39′ 45″ est              | « PA00080596 »                                | Classé                                        | 1991                                          | Église Saint-Sébastien de Plampinet                                                                                       |
| Immeuble | Névache                      | Plampinet                                     | 45° 00′ 10″ nord, 6° 39′ 43″ est              | « PA00135604 »                                | Inscrit                                       | 1995                                          | Image manquante Téléverser                                                                                                |
| Église Notre-Dame-de-la-Présentation du Mélezet Cadran solaire de Zarbula                                                 | Les Orres                    |                                               | 44° 30′ 18″ nord, 6° 33′ 12″ est              | « PA05000006 »                                | Inscrit                                       | 1997                                          | Église Notre-Dame-de-la-Présentation du MélezetCadran solaire de Zarbula                                                  |
| Église Sainte-Marie-Madeleine des Orres                                                                                   | Les Orres                    |                                               | 44° 30′ 51″ nord, 6° 32′ 55″ est              | « PA00080647 »                                | Inscrit                                       | 1992                                          | Église Sainte-Marie-Madeleine des Orres                                                                                   |
| Chapelle Sainte-Lucie de Puy-Chalvin                                                                                      | Puy-Saint-André              |                                               | 44° 52′ 45″ nord, 6° 35′ 23″ est              | « PA00080597 »                                | Classé                                        | 1990                                          | Image manquante Téléverser                                                                                                |
| Chapelle Saint-Sixte de Puy-Richard                                                                                       | Puy-Saint-Pierre             |                                               | 44° 53′ 18″ nord, 6° 36′ 33″ est              | « PA05000015 »                                | Inscrit                                       | 2008                                          | Image manquante Téléverser                                                                                                |
| Église Saint-Pierre de Puy-Saint-Pierre                                                                                   | Puy-Saint-Pierre             |                                               | 44° 53′ 33″ nord, 6° 37′ 05″ est              | « PA00080643 »                                | Inscrit                                       | 1989                                          | Église Saint-Pierre de Puy-Saint-Pierre                                                                                   |
| Maison Cadran solaire de Zarbula                                                                                          | Puy-Saint-Pierre             | Le Pinet                                      | 44° 53′ 26″ nord, 6° 37′ 31″ est              | « PA00135605 »                                | Inscrit                                       | 1995                                          | Image manquante Téléverser                                                                                                |
| Chapelle Saint-Romain de Puy-Saint-Vincent                                                                                | Puy-Saint-Vincent            |                                               | 44° 50′ 04″ nord, 6° 29′ 05″ est              | « PA00080598 »                                | Inscrit                                       | 1931                                          | Chapelle Saint-Romain de Puy-Saint-Vincent                                                                                |
| Chapelle Saint-Vincent de Puy-Saint-Vincent                                                                               | Puy-Saint-Vincent            |                                               | 44° 49′ 40″ nord, 6° 28′ 59″ est              | « PA00080599 »                                | Classé                                        | 1990                                          | Chapelle Saint-Vincent de Puy-Saint-Vincent                                                                               |
| Église Saint-Pélade de Réallon                                                                                            | Réallon                      |                                               | 44° 35′ 43″ nord, 6° 21′ 56″ est              | « PA00080600 »                                | Classé                                        | 1948                                          | Église Saint-Pélade de Réallon                                                                                            |
| Chapelle Notre-Dame-des-Neiges de Réotier                                                                                 | Réotier                      | Les Casses                                    | 44° 39′ 48″ nord, 6° 34′ 46″ est              | « PA00135606 »                                | Inscrit                                       | 1995                                          | Image manquante Téléverser                                                                                                |
| Église de Risoul | Risoul                       |                                               | 44° 38′ 57″ nord, 6° 38′ 23″ est              | « PA00080601 »                                | Inscrit                                       | 1948                                          | Église de Risoul |
| Église Saint-Laurent de La Roche-de-Rame                                                                                  | La Roche-de-Rame             |                                               | 44° 44′ 56″ nord, 6° 34′ 50″ est              | « PA00080602 »                                | Classé                                        | 1913                                          | Église Saint-Laurent de La Roche-de-Rame                                                                                  |
| Donjon de Rosans | Rosans                       |                                               | 44° 23′ 29″ nord, 5° 28′ 16″ est              | « PA00080603 »                                | Inscrit                                       | 1932                                          | Donjon de Rosans |
| Église Saint-André de Saint-André-d'Embrun                                                                                | Saint-André-d'Embrun         |                                               | 44° 35′ 12″ nord, 6° 32′ 03″ est              | « PA00080604 »                                | Classé                                        | 1948                                          | Église Saint-André de Saint-André-d'Embrun                                                                                |
| Prieuré de Saint-André-de-Rosans                                                                                          | Saint-André-de-Rosans        |                                               | 44° 22′ 40″ nord, 5° 30′ 50″ est              | « PA00080605 »                                | Classé Inscrit Classé                         | 1925 1986 1987                                | Prieuré de Saint-André-de-Rosans                                                                                          |
| Tour carrée de Saint-André-de-Rosans                                                                                      | Saint-André-de-Rosans        |                                               | 44° 22′ 39″ nord, 5° 30′ 48″ est              | « PA00080606 »                                | Inscrit                                       | 1988                                          | Tour carrée de Saint-André-de-Rosans                                                                                      |
| Chapelle Saint-Arnould de Saint-Chaffrey                                                                                  | Saint-Chaffrey               | La Vilette                                    | 44° 55′ 33″ nord, 6° 36′ 49″ est              | « PA00080607 »                                | Classé                                        | 1990                                          | Image manquante Téléverser                                                                                                |
| Église Saint-Chaffrey de Saint-Chaffrey                                                                                   | Saint-Chaffrey               |                                               | 44° 55′ 33″ nord, 6° 36′ 30″ est              | « PA00080608 »                                | Inscrit Classé                                | 1948 1990                                     | Église Saint-Chaffrey de Saint-Chaffrey                                                                                   |
| Maison Cadran solaire de Zarbula                                                                                          | Saint-Chaffrey               | Villard-Late, 27 rue des Trois-Fontaines      | 44° 56′ 14″ nord, 6° 35′ 44″ est              | « PA00135607 »                                | Inscrit                                       | 1995                                          | Image manquante Téléverser                                                                                                |
| Église Saint-Crépin-et-Saint-Crépinien de Saint-Crépin                                                                    | Saint-Crépin                 |                                               | 44° 42′ 22″ nord, 6° 36′ 27″ est              | « PA00080609 »                                | Classé                                        | 1931                                          | Église Saint-Crépin-et-Saint-Crépinien de Saint-Crépin                                                                    |
| Mère église | Saint-Disdier                |                                               | 44° 44′ 09″ nord, 5° 53′ 57″ est              | « PA00080610 »                                | Classé                                        | 1927                                          | Mère église |
| Manoir de Prégentil | Saint-Jean-Saint-Nicolas     |                                               | 44° 40′ 19″ nord, 6° 13′ 54″ est              | « PA00080611 »                                | Inscrit                                       | 1988                                          | Image manquante Téléverser                                                                                                |
| Château de Saint-Léger | Saint-Léger-les-Mélèzes      |                                               | 44° 38′ 41″ nord, 6° 12′ 05″ est              | « PA05000007 »                                | Inscrit                                       | 1997                                          | Château de Saint-Léger |
| Chapelle Saint-Hippolyte de Bouchier                                                                                      | Saint-Martin-de-Queyrières   | Bouchier                                      | 44° 50′ 05″ nord, 6° 34′ 22″ est              | « PA00080612 »                                | Classé                                        | 1990                                          | Image manquante Téléverser                                                                                                |
| Chapelle Saint-Jacques de Prelles                                                                                         | Saint-Martin-de-Queyrières   | Prelles                                       | 44° 51′ 13″ nord, 6° 34′ 59″ est              | « PA00080613 »                                | Classé                                        | 1990                                          | Image manquante Téléverser                                                                                                |
| Chapelle Saint-Sébastien de Saint-Martin-de-Queyrières                                                                    | Saint-Martin-de-Queyrières   |                                               | 44° 50′ 33″ nord, 6° 35′ 01″ est              | « PA00080614 »                                | Inscrit                                       | 1986                                          | Image manquante Téléverser                                                                                                |
| Église Saint-Martin de Saint-Martin-de-Queyrières                                                                         | Saint-Martin-de-Queyrières   |                                               | 44° 50′ 26″ nord, 6° 35′ 07″ est              | « PA00080616 »                                | Classé                                        | 1914                                          | Image manquante Téléverser                                                                                                |
| Pertuis Rostan | Saint-Martin-de-Queyrières   |                                               | à géolocaliser                                | « PA00080615 »                                | Classé                                        | 1988                                          | Image manquante Téléverser                                                                                                |
| Église Saint-Maurice de Saint-Maurice-en-Valgodemard                                                                      | Saint-Maurice-en-Valgodemard |                                               | 44° 48′ 16″ nord, 6° 05′ 47″ est              | « PA00080617 »                                | Classé                                        | 1948                                          | Église Saint-Maurice de Saint-Maurice-en-Valgodemard                                                                      |
| Église Saint-Sauveur de Saint-Sauveur                                                                                     | Saint-Sauveur                |                                               | 44° 32′ 28″ nord, 6° 31′ 11″ est              | « PA00080618 »                                | Classé                                        | 1984                                          | Image manquante Téléverser                                                                                                |
| Cimetière de Saint-Véran                                                                                                  | Saint-Véran                  |                                               | 44° 42′ 01″ nord, 6° 52′ 03″ est              | « PA00080619 »                                | Classé                                        | 1987                                          | Cimetière de Saint-Véran                                                                                                  |
| Église Saint-Véran | Saint-Véran                  |                                               | 44° 42′ 01″ nord, 6° 52′ 04″ est              | « PA00080620 »                                | Inscrit                                       | 1973                                          | Église Saint-Véran |
| Maison Cadran solaire de Zarbula                                                                                          | Saint-Véran                  | Les Forannes, la Pointe du Jour               | 44° 42′ 11″ nord, 6° 51′ 54″ est              | « PA05000004 »                                | Inscrit                                       | 1996                                          | MaisonCadran solaire de Zarbula                                                                                           |
| Abbaye de Clausonne | Le Saix                      |                                               | 44° 27′ 08″ nord, 5° 50′ 30″ est              | « PA00135608 »                                | Inscrit                                       | 1995                                          | Image manquante Téléverser                                                                                                |
| Chapelle de pénitents Notre-Dame d'Espérance                                                                              | La Salle-les-Alpes           |                                               | 44° 56′ 39″ nord, 6° 34′ 26″ est              | « PA05000022 »                                | Inscrit                                       | 2015                                          | Image manquante Téléverser                                                                                                |
| Chapelle Saint-Barthélemy de La Salle-les-Alpes                                                                           | La Salle-les-Alpes           |                                               | 44° 56′ 41″ nord, 6° 34′ 05″ est              | « PA00080621 »                                | Classé                                        | 1976                                          | Image manquante Téléverser                                                                                                |
| Chapelle Saint-Jean-Baptiste-des-Pananches de La Salle-les-Alpes                                                          | La Salle-les-Alpes           |                                               | 44° 56′ 22″ nord, 6° 34′ 58″ est              | « PA00080622 »                                | Inscrit                                       | 1988                                          | Chapelle Saint-Jean-Baptiste-des-Pananches de La Salle-les-Alpes                                                          |
| Église Saint-Marcellin | La Salle-les-Alpes           |                                               | 44° 56′ 41″ nord, 6° 33′ 54″ est              | « PA00080623 »                                | Classé                                        | 1914                                          | Église Saint-Marcellin |
| Maison-Ferme | La Salle-les-Alpes           | Le Bez                                        | 44° 56′ 38″ nord, 6° 33′ 11″ est              | « PA00080624 »                                | Inscrit                                       | 1987                                          | Image manquante Téléverser                                                                                                |
| École primaire de Serres                                                                                                  | Serres                       | 1 rue du Portail                              | 44° 25′ 43″ nord, 5° 42′ 53″ est              | « PA05000005 »                                | Inscrit                                       | 1996                                          | École primaire de Serres                                                                                                  |
| Église Saint-Arey de Serres                                                                                               | Serres                       |                                               | 44° 25′ 45″ nord, 5° 42′ 58″ est              | « PA00080625 »                                | Inscrit                                       | 1972                                          | Église Saint-Arey de Serres                                                                                               |
| Hôtel de ville de Serres                                                                                                  | Serres                       |                                               | 44° 25′ 42″ nord, 5° 42′ 53″ est              | « PA00080626 »                                | Classé                                        | 1927                                          | Hôtel de ville de Serres                                                                                                  |
| Maison de Lesdiguières | Serres                       | 39 rue Henri-Peuzin                           | 44° 25′ 45″ nord, 5° 42′ 58″ est              | « PA00080627 »                                | Classé                                        | 2000                                          | Maison de Lesdiguières |
| Château de Tallard | Tallard                      |                                               | 44° 27′ 36″ nord, 6° 03′ 22″ est              | « PA00080628 »                                | Classé                                        | 1897 1958 1969                                | Château de Tallard |
| Église Saint-Grégoire | Tallard                      |                                               | 44° 27′ 41″ nord, 6° 03′ 22″ est              | « PA00080629 »                                | Classé                                        | 1931                                          | Église Saint-Grégoire |
| Ancien château | Upaix                        | Le Village                                    | 44° 19′ 04″ nord, 5° 52′ 29″ est              | « PA00080631 »                                | Inscrit                                       | 1949 2003                                     | Image manquante Téléverser                                                                                                |
| Église Notre-Dame-de-la-Nativité d'Upaix                                                                                  | Upaix                        |                                               | 44° 19′ 02″ nord, 5° 52′ 29″ est              | « PA00080630 »                                | Inscrit                                       | 1947                                          | Église Notre-Dame-de-la-Nativité d'Upaix                                                                                  |
| Chapelle Saint-André-et-Sainte-Lucie du Grand-Parcher                                                                     | Vallouise                    | Le Grand-Parcher                              | 44° 49′ 58″ nord, 6° 30′ 46″ est              | « PA00135610 »                                | Inscrit                                       | 1995 1997                                     | Chapelle Saint-André-et-Sainte-Lucie du Grand-Parcher                                                                     |
| Chapelle Saint-Sébastien du Villard                                                                                       | Vallouise                    | Le Villard                                    | 44° 50′ 31″ nord, 6° 28′ 22″ est              | « PA00080648 »                                | Inscrit                                       | 1992                                          | Image manquante Téléverser                                                                                                |
| Église Saint-Étienne de Vallouise                                                                                         | Vallouise                    |                                               | 44° 50′ 47″ nord, 6° 29′ 16″ est              | « PA00080633 »                                | Classé                                        | 1913                                          | Église Saint-Étienne de Vallouise                                                                                         |
| Église de l'Annonciation de Val-des-Prés                                                                                  | Val-des-Prés                 | La Vachette                                   | 44° 54′ 58″ nord, 6° 40′ 24″ est              | « PA00080644 »                                | Inscrit                                       | 1989                                          | Église de l'Annonciation de Val-des-Prés                                                                                  |
| Église Saint-Claude de Val-des-Prés                                                                                       | Val-des-Prés                 | Le Serre                                      | 44° 56′ 57″ nord, 6° 40′ 42″ est              | « PA00080632 »                                | Classé                                        | 1989                                          | Église Saint-Claude de Val-des-Prés                                                                                       |
| Maison Cadran solaire de Zarbula                                                                                          | Val-des-Prés                 | Pra-Premier                                   | 44° 57′ 06″ nord, 6° 40′ 32″ est              | « PA00135609 »                                | Inscrit                                       | 1995                                          | Image manquante Téléverser                                                                                                |
| Église Saint-Laurent de Ventavon                                                                                          | Ventavon                     |                                               | 44° 22′ 13″ nord, 5° 54′ 19″ est              | « PA00080634 »                                | Inscrit                                       | 1931                                          | Image manquante Téléverser                                                                                                |
| Chapelle Saint-Claude de La Bâtie                                                                                         | Les Vigneaux                 | La Batie                                      | 44° 48′ 43″ nord, 6° 33′ 32″ est              | « PA00080635 »                                | Inscrit                                       | 1983                                          | Chapelle Saint-Claude de La Bâtie                                                                                         |
| Église Saint-Laurent des Vigneaux                                                                                         | Les Vigneaux                 |                                               | 44° 49′ 29″ nord, 6° 32′ 31″ est              | « PA00080636 »                                | Classé                                        | 1913                                          | Église Saint-Laurent des Vigneaux                                                                                         |
| Mur des Vaudois | Les Vigneaux                 | La Bâtie des Vigneaux                         | 44° 48′ 25″ nord, 6° 33′ 40″ est              | « PA00080637 »                                | Classé                                        | 1988                                          | Mur des Vaudois |
| Moulin à eau de Villar-Loubière                                                                                           | Villar-Loubière              |                                               | 44° 49′ 33″ nord, 6° 08′ 41″ est              | « PA00080638 »                                | Inscrit                                       | 1983                                          | Moulin à eau de Villar-Loubière                                                                                           |
| Chapelle des Pénitents de Villar-Saint-Pancrace                                                                           | Villar-Saint-Pancrace        |                                               | 44° 52′ 25″ nord, 6° 37′ 38″ est              | « PA00080639 »                                | Inscrit                                       | 1965                                          | Chapelle des Pénitents de Villar-Saint-Pancrace                                                                           |
| Chapelle Saint-Pancrace de Villar-Saint-Pancrace                                                                          | Villar-Saint-Pancrace        |                                               | 44° 52′ 34″ nord, 6° 38′ 14″ est              | « PA00080640 »                                | Classé                                        | 1990                                          | Chapelle Saint-Pancrace de Villar-Saint-Pancrace                                                                          |
| Église Saint-Pancrace de Villar-Saint-Pancrace                                                                            | Villar-Saint-Pancrace        |                                               | 44° 52′ 26″ nord, 6° 37′ 40″ est              | « PA00080641 »                                | Classé                                        | 1994                                          | Église Saint-Pancrace de Villar-Saint-Pancrace                                                                            |

## Monuments radiés / abrogés
| Monument       | Commune | Adresse | Coordonnées                      | Notice         | Protection     | Date      | Illustration   |
| -------------- | ------- | ------- | -------------------------------- | -------------- | -------------- | --------- | -------------- |
| Halle d'Abriès | Abriès  |         | 44° 47′ 38″ nord, 6° 55′ 39″ est | « PA00080516 » | Inscrit Abrogé | 1925 2014 | Halle d'Abriès |